# Serghei Bulîghin
Serghei Bulîghin (n. 1 iulie 1963, Solovyovka (Novosibirsk Oblast)⁠(d), Q19837729⁠(d), RSFS Rusă, URSS) este un biatlonist ce a reprezentat Rusia, medaliat olimpic. A participat la o ediție a Jocurilor Olimpice (1984) în care a câștigat o medalie de aur.

## Participări
Lista de mai jos prezintă principalele competiții la care a participat Serghei Bulîghin de-a lungul carierei.
- biathlon at the 1984 Winter Olympics – relay[*]